# Piotr Jakub Bronisz
Piotr Jakub Bronisz herbu Wieniawa (zm. 6 sierpnia 1719 w Stęszewie) – kasztelan kaliski w latach 1713–1719, podczaszy wschowski w latach 1688–1694, starosta pyzdrski od 1694, marszałek konfederacji warszawskiej w 1704, marszałek konfederacji średzkiej 1703 roku województw poznańskiego i kaliskiego.

## Życiorys
Marszałek sejmików województw poznańskiego i kaliskiego w 1703 roku. Poseł sejmiku średzkiego na sejm nadzwyczajny 1688/1689 roku, sejm nadzwyczajny 1693, sejm 1695 roku. Poseł na sejm 1703 roku z województwa poznańskiego. Uczestniczył w legacji Rafała Leszczyńskiego do Turcji jako sekretarz poselstwa.
Sędzia kapturowy sądu grodzkiego poznańskiego w 1696 roku. Był elektorem Augusta II Mocnego w 1697 roku z województwa kaliskiego. Poseł na sejm pacyfikacyjny 1699 roku z województwa kaliskiego.
W 1703, zrażony do Augusta II stanął na czele opozycji województw poznańskiego i kaliskiego. W lipcu 1703 wybrany marszałkiem skonfederowanych województw wielkopolskich. Protestował przeciwko zawieraniu przymierza z Rosją. Próbował bronić samodzielności konfederacji przed uleganiem wpływom Szwecji. Był przeciwny wyborowi Stanisława Leszczyńskiego. Konfederacja sandomierska 1704 roku uznała go wrogiem Ojczyzny i banitą. Zmuszony do ucieczki do Gdańska przed wojskami saskimi, które zrujnowały jego dobra w Wielkopolsce.
W 1705 kierował obradami sejmu koronacyjnego Stanisława Leszczyńskiego w Warszawie. W 1705 roku potwierdził pacta conventa Stanisława Leszczyńskiego. W 1711 ukorzył się przed zwycięskim Augustem II.
W skład jego majątku wchodził m.in. Racot.